# جون هوب
جون هوب (بالإنجليزية: John Hope)‏ (30 مارس 1949 في المملكة المتحدة - 18 يوليو 2016) هو لاعب كرة قدم بريطاني في مركز حراسة المرمى. لعب مع شيفيلد يونايتد ونادي هارتلبول يونايتد ونيوكاسل يونايتد وويتبي تاون ‏ ودارلينجتون إف سى.

## وصلات خارجية
- جون هوب على موقع قاعدة بيانات كرة القدم.إي يو (الإنجليزية)